# Siliciumgermanium
Siliciumgermanium (fachsprachlich; standardsprachlich Siliziumgermanium), kurz SiGe, ist ein IV-IV-Verbindungshalbleiter bestehend aus den Elementen Silicium (Si) und Germanium (Ge).

## Herstellung
Durch die Verwandtschaft mit der Siliciumtechnologie lassen sich viele Verfahren übertragen. Für die Herstellung werden konventionelle Siliciumwafer verwendet, die ähnlich wie gestrecktes Silicium um eine SiGe-Schicht erweitert werden. Die prozesstechnische Realisierung erfolgt mittels Epitaxie. Dabei wird bei Temperaturen um 600 °C aus Monosilan (SiH4) und Monogerman (GeH4) eine feste SiGe-Schicht abgeschieden. Mit den Gasflüssen lässt sich der Ge-Anteil der SiGe-Schicht einstellen (5 bis 30 Atomprozent). Die einkristalline SiGe-Schicht wird dadurch verspannt. Erst bei Überschreitung einer kritischen Schichtdicke relaxiert (entspannt sich) die Schicht und es entstehen unerwünschte Kristallversetzungen.
In Bor-dotierten Basiszonen von Bipolartransistoren wird vorzugsweise zusätzlich Kohlenstoff eingebracht, weswegen die SiGe-Technologie häufig auch als SiGe:C bezeichnet wird. Dadurch wird die Diffusionsgeschwindigkeit des Dotierstoffes Bor in der Basiszone während nachfolgender Temperaturprozesse signifikant reduziert und eine Ausdiffusion des Bors aus der SiGe-Schicht verhindert. Es ist möglich, den Epitaxieprozess so zu gestalten, dass ein Schichtstapel, bestehend aus einer Si-Startschicht, aus der p-leitenden SiGe-Basiszone und aus einer n-leitenden Si-Deckschicht (Emitter), abgeschieden wird.

## Anwendung
Die Transistoren besitzen einen Heteroübergang (heterojunction bipolar transistor, HBT). Das Haupteinsatzgebiet ist die Hochfrequenz-Elektronik und der Bereich schnelle Digitaltechnik.
Forschungen an der Ruhr-Universität Bochum aus dem Jahre 2003 in der Arbeitsgruppe von Hans-Martin Rein haben den Weg des SiGe für den Hochfrequenzbereich bei 77 GHz geebnet, indem auf diesem Prozess Schaltungen entwickelt wurden, die das Potenzial des SiGe-Prozesses voll ausnutzen konnten. Aus diesem Grund eignet sich SiGe beispielsweise für den Einsatz im Bereich von Kfz-Radars bei 77 GHz zur Frequenzerzeugung oder Signalkonvertierung. Zum Einsatz kommt SiGe beispielsweise in einem Abstandswarnradar der Robert Bosch GmbH (Start der Serienproduktion 1. Quartal 2009) sowie dem von ihm genutzten Infineon-Chipsatz (RXN774x-Familie). Neben SiGe als Basismaterial für Hochfrequenzanwendungen um 77 GHz ist noch Galliumarsenid (GaAs) zu nennen, das jedoch im aktuellen Technologiestand (2006) nicht an die Grenzfrequenz von SiGe herankommt und zudem erheblich teurer ist. Da mit GaAs im Gegensatz zu SiGe auch Leistungsstufen möglich sind, kann es interessant sein, bei GaAs zu bleiben, solange dieses Material die benötigte Frequenz noch beherrscht.
Entwicklungen in den Jahren 2008 bis 2010 zeigten erreichbare Transitfrequenzen von 250 GHz bis zu 500 GHz.
Anfang der 2000er fand SiGe auch in herkömmlichen Prozessoren für Desktop-PC Anwendung (Intel, IBM/AMD). Dabei wird ausgenutzt, dass die Ladungsträgermobilität von Elektronen und Defektelektronen durch mechanischen Spannungen erhöht werden kann (sogenanntes verspanntes Silicium). Dieser Effekt ist für Elektronen und Defektelektronen von der Art der Verspannung und der Kristallorientierung abhängig, Druckspannung verschlechtert beispielsweise die Ladungsträgerbeweglichkeit von Elektronen in <100>-Si aber verbessert die der Defektelektronen. Das Siliciumgermanium wird hierbei also nicht als Kanalmaterial genutzt. Es wird stattdessen für die Verspannung des Kanals eingesetzt. Dafür wird nach der Herstellung des Polysilicum-Gates das Silicium der eigentlichen Source-Drain-Gebiete in der Kanalnähe herausgeätzt (durch reaktives Ionenätzen u. a.) und anschließend mit einem epitaktischen CVD-SiGe wieder gefüllt. Durch die unterschiedliche Volumenausdehnung von SiGe und Si wird beim Abkühlen der Bereich zwischen dem Source- und dem Drain-Gebiet (also der Kanal) verspannt (Druckspannung). Prinzipiell kann diese Technik auch in Verbindung mit herkömmlichen aufgebauten Gate-Stapeln (Siliciumdioxid und Polysilicium) verwendet werden. Bei der High-k+Metal-Gate-Technik können jedoch größere Verspannungen erzielt werden, indem nach der Verspannung zunächst das Polysiliciumgate entfernt wird; später wird dieser Raum dann wieder durch Metall gefüllt.